# کوه گارنت
کوه گارنت (به انگلیسی: Garnet Peak) یک کوه و تپه در کانادا است که در بریتیش کلمبیا واقع شده‌است. کوه گارنت  ۲٬۸۷۶ متر بالاتر از سطح دریا واقع شده‌است.